# Канищев Олександр Васильович
Олександр Васильович Канищев (рос. Александр Васильевич Канищев нар. 8 травня 1960, Ленінград СРСР) — радянський та російський футболіст, півзахисник та нападник. Відомий своїми виступами за «Даугаву» (Рига) та «Металіст» (Харків).

## Клубна кар'єра
Олександр Канищев розпочав свою професіональну кар'єру в віці 16 років у другій команді ленінградського «Зеніту», але не маючи можливості завоювати місце в першій команді, як і багато молодих гравців того часу в пошуках стабільної ігрового практики відправився в другу союзну лігу, в клуб «Каршибуд», з узбецького міста Карши. Там він виступав з 1978 по 1980 рік зі своїми друзями та одноклубниками з Ленінграду Сергієм Веденєєвим та Олексієм Степановим.
У 1980 році став гравцем ленінградського «Динамо», де виступав протягом майже двох років.
У 1982 році сталася одна з найважливіших подій у футбольній кар'єрі Олександра. Яніс Скределіс запросив його до «Даугави» (Рига), в якому Олександр Канаіщев прославився як один з найтехнічіших атакувальних півзахисників Першої союзної ліги. Разом з Геннадієм Шитиком та Юрієм Попковим він сформував одну з найсильніших ліній півзахисту в Першій лізі, його партнерами по команді в атакувальній лінії Євгеном Мілевським та Олександром Старковим у 1985 році виграв перший чемпіонський титул. У 1986 році Каніщев отримав запрошення від Павла Садиріна повернутися в Ленінград і стати гравцем ленінградського «Зеніту». Виступав у команді два сезони (1986—1987). Зіграв у єдиному поєдинку ленінградців у Кубку УЄФА 1987/88, в якому вони з рахунком 0:5 програли «Брюгге». Канищев вийшов на заміну наприкінці матчу.
У 1988 році він повернувся до «Даугави», в якій виступав півсезону. Канищев у 1990 році приєднався до харківського «Металіста». Це була остання команда з Радянського Союзу, в якій виступав Олександр.
За три сезони у Вищій лізі СРСР, Каніщев зіграв 55 матчів та відзначився 5-а голами, а в складі «Даугави» в першій лізі зіграв 221 матч та відзначився 37-а голами.

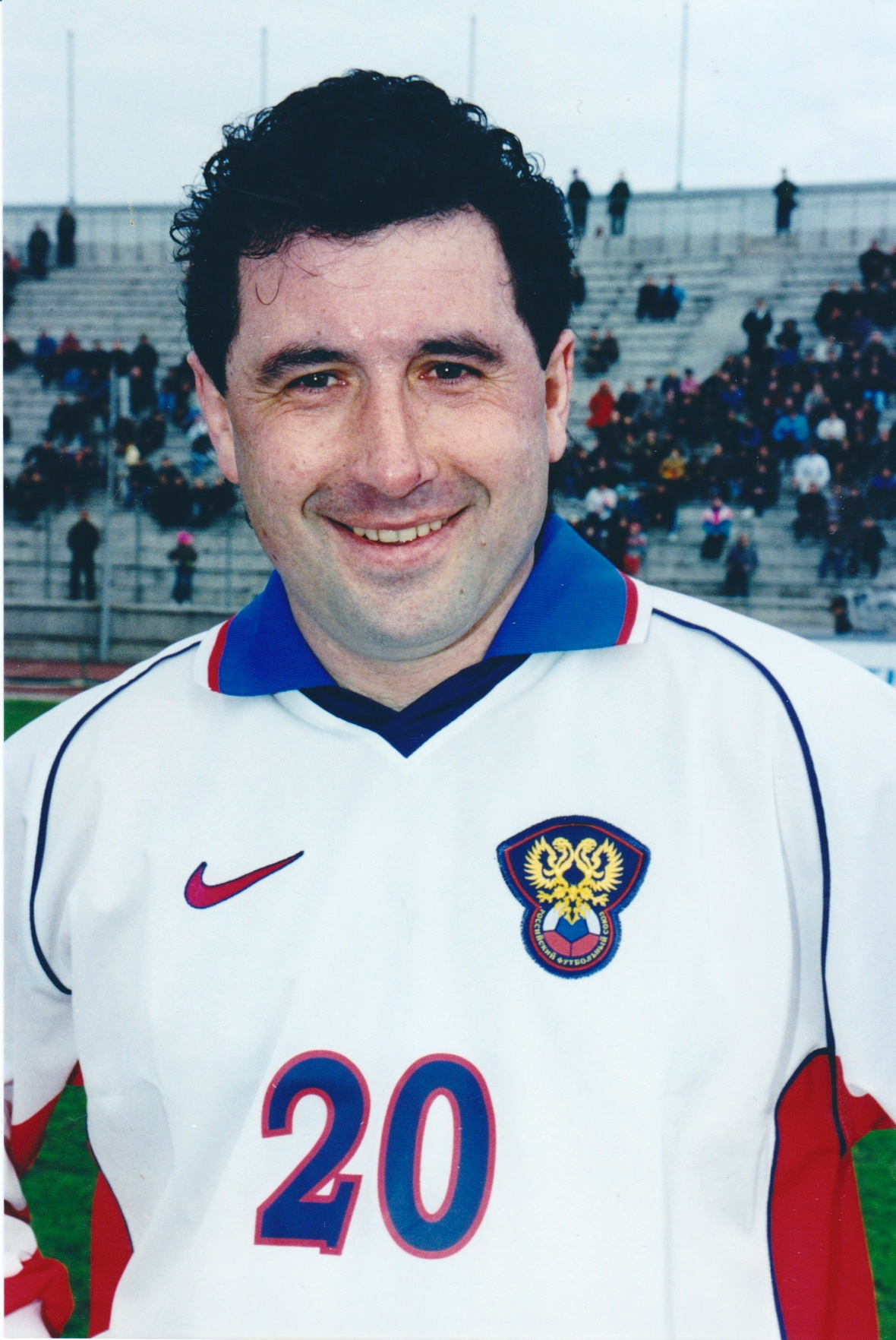
Олександр Канищев (2011)

На початку 1990-их років, коли розпочався процес розпаду СРСР, перейшов до «Стільону» (Гожув-Великопольський). У Першій лізі зіграв 11 матчів та відзначився 2-а голами. Пізніше він отримав запрошення від польської «Погоні» з міста Щецин, яке розташоване поряд з Німеччиною, де став першим легіонером в історії клубу. Там він дуже швидко став одним з лідерів команди, допоміг своєму клубу вийти до верхньої частини турнірної таблиці у другій лізі Польщі. Виступав на позиції розігруючого. ЗА період виступів у цьому клубі прославився своєю відмінною технікою та точними передачами. Став справжнім підсиленням для команди. Отож, «Погонь» здобула путівку до вищого дивізіону польського чемпіонату. Після успішних виступів у «Погоні», напередодні початку сезону 1991/92 років, перейшов до варшавської «Легії», яка була одним з найсильніших футбольних клубів Польщі. Канищев став першим легіонером клубу з початку Другої світової війни. У першій лізі дебютував 22 вересня 1991 року в нічийному (0:0) поєдинку проти «Заглембє» (Любін). У футболці столичного клубу зіграв 3 матчі, але не відзначився жодним голом. У цьому клубі він виступав лише півроку, але отримав серйозну травму коліна й після тривалого лікування вирішив завершити кар'єру гравця.

## Кар'єра в збірній
Олександр Каніщев у 1975 році виступав у юнацькій збірній СРСР U-17.

## Після завершення кар'єри футболіста
Після завершення ігрової кар'єри досяг успіху в бізнесі, у 1996 році створив некомерційний фонд для допомоги ветеранам професійного спорту «Зеніт-84». Ця організація сформована та складається з екс-гравців ленінградського «Зеніту» 1984 року, команди, яка виграла Вищу лігу СРСР того сезону, а також інших ветеранів «Зеніту» й інших місцевих команд Ленінграда (Санкт-Петербурга).
Фонд існує для підтримки людей, які є його членами, проведення ветеранських турнірів, підтримки благодійних соціальних та спортивних заходів. За підтримки фонду вереранська команда «Зеніту» їздила за кордон, де проводила товариські поєдинки з різноманітними командами. Сам футбольний клуб «Зеніт» (Санкт-Петербург) та його головний спонсор Газпром також брали участь у житті фонду та його членів, надаючи організаційну та матеріальну підтримку. На даний час — «Зеніт» відмовився підтримувати фонд.
На даний час Олександр — підприємець, бізнесмен, гравець ветеранської команди «Зеніту» та президент фонду «Зеніт-84».